# Макамба (провинция)
Макамба (рунди Makamba) — одна из 18 провинций Бурунди. Находится на крайнем юге страны. Площадь — 1960 км², население 430 899 человек.
Административный центр — город Макамба.

## География
На севере граничит с провинциями Бурури и Рутана, на юге и юго-востоке проходит государственная граница с Танзанией, на западе омывается водами озера Танганьика.

## Административное деление
Макамба делится на 6 коммун:
- Kayogoro
- Kibago
- Mabanda
- Makamba
- Nyanza-Lac
- Vugizo